# 이선경 (1967년)
이선경(영어 이름: 소냐 토머스 Sonya Thomas, 1967년 ~ )은 한국계 미국인 대식가이다. 군산시에서 태어났고, 1997년에 미국에 이민을 갔다. 152cm, 47kg, 허리사이즈 23인치의 날씬한 몸매의 소유자이지만 각종 먹기 대회에서 세계기록을 29번이나 갈아치운 경력의 소유자이다.